# 板坂宗商
板坂 宗商（いたさか そうしょう、生歿年不詳）は、室町時代後期の医師、足利義輝の侍医。のち武田信玄の侍医。通称は板坂法印、板坂卜斎。

## 来歴

### 室町幕府へ
医を以て室町幕府に仕え、足利義輝の侍医の一人となる。南禅寺東禅院に住して子弟に本草綱目（薬草学）を講ずる。足利義輝が横死した後、武田信玄に招聘せられ、甲斐国（現・山梨県）で信玄の侍医となり、還俗して「板坂法印」と称する。

### 甲斐へ
武田信玄は、板坂法印の侍医を喜び、法印の実子・板坂卜斎も東禅院から呼び寄せ、禄を与えて武田家薬師と定め還俗させた。元亀4年（1573年）4月、武田信玄が信濃国駒場（現・長野県下伊那郡阿智村）で病死する直前まで脈を取って診察しており、信玄の死後、勝頼に仕えるが、天正10年（1582年）3月に織田信長の甲州征伐による甲斐武田氏滅亡の後、父子ともに加藤清正に仕えた。

### 肥後へ
文禄朝鮮出兵の時、加藤清正は異国での死を覚悟して3人の娘の養育を、板坂法印に依頼しその見返りに恩賞を清正が問うが恩賞を辞退。けれど遂に固辞しえず、朝鮮にある医学書・漢籍文献を所望した。子の板坂宗高（卜斎）は、まもなく辞して徳川家康に仕え、『板坂卜斎覚書』『慶長年中卜斎記』などを著した。孫の板坂友閑は、医を以て豊前小倉藩の第2代藩主・小笠原忠雄に仕えた。

## 系譜
室町幕府の典医をつとめた板坂三位の子孫の家柄。
- 高祖父：板坂宗頓
- 曾祖父：板坂宗徳（三位）
- 祖父：板坂惟順
- 父：板坂継順
- 本人：板坂宗商（法印）
  - 子：板坂宗高（卜斎、1578年 - 1655年）
  - 女：今井信盛室[7]
    - 孫：板坂友閑（豊前小倉藩士）